# Lucio Valerio Publícola
Lucio Valerio Publícola (en latín, Lucius Valerius Publicola) fue un político y militar romano cinco veces tribuno militar con poderes consulares en los años 394 a. C., 389 a. C., 387 a. C., 383 a. C., y finalmente en el año 380 a. C.